# Ilebo
Ilebo és una localitat de la República Democràtica del Congo anteriorment coneguda amb el nom de Port-Franqui (Port Francès). Pertany a l'antiga província de Kasai Occidental i serà part de la nova província de Kasai quan comenci a funcionar.

## Geografia
Geogràficament és l'últim punt navegable de l'estratègic riu Kasai. Producte de l'anterior, des de la localitat parteixen trens cap a la ciutat de Lubumbashi i ferris cap a Kinshasa.

## Història
En aquesta localitat va ser detingut l'1 de desembre de 1960 el llavors primer ministre Patrici Lumumba per forces lleials a Mobutu Sese Seko.